# Súlyemelés a 2020. évi nyári olimpiai játékokon
A 2020. évi nyári olimpiai játékokon a súlyemelésben összesen 14 versenyszámot rendeztek meg. A súlyemelés versenyszámait július 24. és augusztus 4. között rendezték meg.

## Összesített éremtáblázat
(A táblázatokban a rendező nemzet sportolói eltérő háttérszínnel, az egyes számoszlopok legmagasabb értéke vagy értékei vastagítással kiemelve.)
| A 2020. évi nyári olimpiai játékok éremtáblázata súlyemelésben | A 2020. évi nyári olimpiai játékok éremtáblázata súlyemelésben | A 2020. évi nyári olimpiai játékok éremtáblázata súlyemelésben | A 2020. évi nyári olimpiai játékok éremtáblázata súlyemelésben | A 2020. évi nyári olimpiai játékok éremtáblázata súlyemelésben | Olimpia  |
| -------------------------------------------------------------- | -------------------------------------------------------------- | -------------------------------------------------------------- | -------------------------------------------------------------- | -------------------------------------------------------------- | -------- |
|                                                                | Ország                                                         | Arany                                                          | Ezüst                                                          | Bronz                                                          | Összesen |
| 1.                                                             | Kína (CHN)                                                     | 7                                                              | 1                                                              | 0                                                              | 8        |
| 2.                                                             | Ecuador (ECU)                                                  | 1                                                              | 1                                                              | 0                                                              | 2        |
| 3.                                                             | Grúzia (GEO)                                                   | 1                                                              | 0                                                              | 1                                                              | 2        |
| 3.                                                             | Tajvan (TPE)                                                   | 1                                                              | 0                                                              | 1                                                              | 2        |
| 5.                                                             | Fülöp-szigetek (PHI)                                           | 1                                                              | 0                                                              | 0                                                              | 1        |
| 5.                                                             | Kanada (CAN)                                                   | 1                                                              | 0                                                              | 0                                                              | 1        |
| 5.                                                             | Katar (QAT)                                                    | 1                                                              | 0                                                              | 0                                                              | 1        |
| 5.                                                             | Üzbegisztán (UZB)                                              | 1                                                              | 0                                                              | 0                                                              | 1        |
|                                                                |                                                                |                                                                |                                                                |                                                                |          |
| 9.                                                             | Venezuela (VEN)                                                | 0                                                              | 2                                                              | 0                                                              | 2        |
| 10.                                                            | Indonézia (INA)                                                | 0                                                              | 1                                                              | 2                                                              | 3        |
| 10.                                                            | Olaszország (ITA)                                              | 0                                                              | 1                                                              | 2                                                              | 3        |
| 12.                                                            | Dominikai Köztársaság (DOM)                                    | 0                                                              | 1                                                              | 1                                                              | 2        |
| 12.                                                            | Egyesült Államok (USA)                                         | 0                                                              | 1                                                              | 1                                                              | 2        |
| 14.                                                            | India (IND)                                                    | 0                                                              | 1                                                              | 0                                                              | 1        |
| 14.                                                            | Irán (IRI)                                                     | 0                                                              | 1                                                              | 0                                                              | 1        |
| 14.                                                            | Kolumbia (COL)                                                 | 0                                                              | 1                                                              | 0                                                              | 1        |
| 14.                                                            | Nagy-Britannia (GBR)                                           | 0                                                              | 1                                                              | 0                                                              | 1        |
| 14.                                                            | Örményország (ARM)                                             | 0                                                              | 1                                                              | 0                                                              | 1        |
| 14.                                                            | Türkmenisztán (TKM)                                            | 0                                                              | 1                                                              | 0                                                              | 1        |
|                                                                |                                                                |                                                                |                                                                |                                                                |          |
| 20.                                                            | Kazahsztán (KAZ)                                               | 0                                                              | 0                                                              | 2                                                              | 2        |
| 21.                                                            | Japán (JPN)                                                    | 0                                                              | 0                                                              | 1                                                              | 1        |
| 21.                                                            | Lettország (LAT)                                               | 0                                                              | 0                                                              | 1                                                              | 1        |
| 21.                                                            | Mexikó (MEX)                                                   | 0                                                              | 0                                                              | 1                                                              | 1        |
| 21.                                                            | Szíria (SYR)                                                   | 0                                                              | 0                                                              | 1                                                              | 1        |
|                                                                |                                                                |                                                                |                                                                |                                                                |          |
| Összesen                                                       | Összesen                                                       | 14                                                             | 14                                                             | 14                                                             | 42       |

## Férfi

### Éremtáblázat
| A 2020. évi nyári olimpiai játékok éremtáblázata férfi súlyemelésben | A 2020. évi nyári olimpiai játékok éremtáblázata férfi súlyemelésben | A 2020. évi nyári olimpiai játékok éremtáblázata férfi súlyemelésben | A 2020. évi nyári olimpiai játékok éremtáblázata férfi súlyemelésben | A 2020. évi nyári olimpiai játékok éremtáblázata férfi súlyemelésben | Olimpia  |
| -------------------------------------------------------------------- | -------------------------------------------------------------------- | -------------------------------------------------------------------- | -------------------------------------------------------------------- | -------------------------------------------------------------------- | -------- |
|                                                                      | Ország                                                               | Arany                                                                | Ezüst                                                                | Bronz                                                                | Összesen |
| 1.                                                                   | Kína (CHN)                                                           | 4                                                                    | 0                                                                    | 0                                                                    | 4        |
| 2.                                                                   | Grúzia (GEO)                                                         | 1                                                                    | 0                                                                    | 1                                                                    | 2        |
| 3.                                                                   | Katar (QAT)                                                          | 1                                                                    | 0                                                                    | 0                                                                    | 1        |
| 3.                                                                   | Üzbegisztán (UZB)                                                    | 1                                                                    | 0                                                                    | 0                                                                    | 1        |
|                                                                      |                                                                      |                                                                      |                                                                      |                                                                      |          |
| 4.                                                                   | Venezuela (VEN)                                                      | 0                                                                    | 2                                                                    | 0                                                                    | 2        |
| 5.                                                                   | Indonézia (INA)                                                      | 0                                                                    | 1                                                                    | 1                                                                    | 2        |
| 6.                                                                   | Dominikai Köztársaság (DOM)                                          | 0                                                                    | 1                                                                    | 0                                                                    | 1        |
| 6.                                                                   | Irán (IRI)                                                           | 0                                                                    | 1                                                                    | 0                                                                    | 1        |
| 6.                                                                   | Kolumbia (COL)                                                       | 0                                                                    | 1                                                                    | 0                                                                    | 1        |
| 6.                                                                   | Örményország (ARM)                                                   | 0                                                                    | 1                                                                    | 0                                                                    | 1        |
|                                                                      |                                                                      |                                                                      |                                                                      |                                                                      |          |
| 10.                                                                  | Olaszország (ITA)                                                    | 0                                                                    | 0                                                                    | 2                                                                    | 2        |
| 11.                                                                  | Kazahsztán (KAZ)                                                     | 0                                                                    | 0                                                                    | 1                                                                    | 1        |
| 11.                                                                  | Lettország (LAT)                                                     | 0                                                                    | 0                                                                    | 1                                                                    | 1        |
| 11.                                                                  | Szíria (SYR)                                                         | 0                                                                    | 0                                                                    | 1                                                                    | 1        |
|                                                                      |                                                                      |                                                                      |                                                                      |                                                                      |          |
| Összesen                                                             | Összesen                                                             | 7                                                                    | 7                                                                    | 7                                                                    | 21       |

### Érmesek
| A 2020. évi nyári olimpiai játékok érmesei férfi súlyemelésben |                                          |                                               |                                         |
| Versenyszám                                                    | Arany                                    | Ezüst                                         | Bronz                                   |
| 61 kg                                                          | Li Fa-pin (Li Fabin) · Kína (CHN)        | Eko Yuli Irawan · Indonézia (INA)             | Igor Szon · Kazahsztán (KAZ)            |
| 67 kg                                                          | Csen Li-csün (Chen Lijun) · Kína (CHN)   | Luis Javier Mosquera · Kolumbia (COL)         | Mirko Zanni · Olaszország (ITA)         |
| 73 kg                                                          | Si Cse-jung (Shi Zhiyong) · Kína (CHN)   | Julio Mayora · Venezuela (VEN)                | Rahmat Erwin Abdullah · Indonézia (INA) |
| 81 kg                                                          | Lü Hsziao-csün (Lü Xiaojun) · Kína (CHN) | Zacarías Bonnat · Dominikai Köztársaság (DOM) | Antonino Pizzolato · Olaszország (ITA)  |
| 96 kg                                                          | Fares Ibrahim · Katar (QAT)              | Keydomar Vallenilla · Venezuela (VEN)         | Anton Pliesnoi · Grúzia (GEO)           |
| 109 kg                                                         | Akbar Djuraev · Üzbegisztán (UZB)        | Simon Martirosyan · Örményország (ARM)        | Artūrs Plēsnieks · Lettország (LAT)     |
| +109 kg                                                        | Lasa Talahadze · Grúzia (GEO)            | Ali Davoudi · Irán (IRI)                      | Man Asaad · Szíria (SYR)                |

## Női

### Éremtáblázat
| A 2020. évi nyári olimpiai játékok éremtáblázata női súlyemelésben | A 2020. évi nyári olimpiai játékok éremtáblázata női súlyemelésben | A 2020. évi nyári olimpiai játékok éremtáblázata női súlyemelésben | A 2020. évi nyári olimpiai játékok éremtáblázata női súlyemelésben | A 2020. évi nyári olimpiai játékok éremtáblázata női súlyemelésben | Olimpia  |
| ------------------------------------------------------------------ | ------------------------------------------------------------------ | ------------------------------------------------------------------ | ------------------------------------------------------------------ | ------------------------------------------------------------------ | -------- |
|                                                                    | Ország                                                             | Arany                                                              | Ezüst                                                              | Bronz                                                              | Összesen |
| 1.                                                                 | Kína (CHN)                                                         | 3                                                                  | 1                                                                  | 0                                                                  | 4        |
| 2.                                                                 | Ecuador (ECU)                                                      | 1                                                                  | 1                                                                  | 0                                                                  | 2        |
| 3.                                                                 | Tajvan (TPE)                                                       | 1                                                                  | 0                                                                  | 1                                                                  | 2        |
| 4.                                                                 | Fülöp-szigetek (PHI)                                               | 1                                                                  | 0                                                                  | 0                                                                  | 1        |
| 4.                                                                 | Kanada (CAN)                                                       | 1                                                                  | 0                                                                  | 0                                                                  | 1        |
|                                                                    |                                                                    |                                                                    |                                                                    |                                                                    |          |
| 5.                                                                 | Egyesült Államok (USA)                                             | 0                                                                  | 1                                                                  | 1                                                                  | 2        |
| 6.                                                                 | India (IND)                                                        | 0                                                                  | 1                                                                  | 0                                                                  | 1        |
| 6.                                                                 | Nagy-Britannia (GBR)                                               | 0                                                                  | 1                                                                  | 0                                                                  | 1        |
| 6.                                                                 | Olaszország (ITA)                                                  | 0                                                                  | 1                                                                  | 0                                                                  | 1        |
| 6.                                                                 | Türkmenisztán (TKM)                                                | 0                                                                  | 1                                                                  | 0                                                                  | 1        |
|                                                                    |                                                                    |                                                                    |                                                                    |                                                                    |          |
| 10.                                                                | Dominikai Köztársaság (DOM)                                        | 0                                                                  | 0                                                                  | 1                                                                  | 1        |
| 10.                                                                | Indonézia (INA)                                                    | 0                                                                  | 0                                                                  | 1                                                                  | 1        |
| 10.                                                                | Japán (JPN)                                                        | 0                                                                  | 0                                                                  | 1                                                                  | 1        |
| 10.                                                                | Kazahsztán (KAZ)                                                   | 0                                                                  | 0                                                                  | 1                                                                  | 1        |
| 10.                                                                | Mexikó (MEX)                                                       | 0                                                                  | 0                                                                  | 1                                                                  | 1        |
|                                                                    |                                                                    |                                                                    |                                                                    |                                                                    |          |
| Összesen                                                           | Összesen                                                           | 7                                                                  | 7                                                                  | 7                                                                  | 21       |

### Érmesek
| A 2020. évi nyári olimpiai játékok érmesei női súlyemelésben |                                                 |                                          |                                                |
| Versenyszám                                                  | Arany                                           | Ezüst                                    | Bronz                                          |
| 49 kg                                                        | Hou Cse-huj (Hou Zhihui) · Kína (CHN)           | Saikhom Mirabai Chanu · India (IND)      | Windy Cantika Aisah · Indonézia (INA)          |
| 55 kg                                                        | Hidilyn Diaz · Fülöp-szigetek (PHI)             | Liao Csiu-jün (Liao Qiuyun) · Kína (CHN) | Zulfija Csinsanlo · Kazahsztán (KAZ)           |
| 59 kg                                                        | Kuo Hszing-csun (Kuo Hsing-chun) · Tajvan (TPE) | Polina Guryeva · Türkmenisztán (TKM)     | Andó Mikiko · Japán (JPN)                      |
| 64 kg                                                        | Maude Charron · Kanada (CAN)                    | Giorgia Bordignon · Olaszország (ITA)    | Csen Ven-huj (Chen Wen-huei) · Tajvan (TPE)    |
| 76 kg                                                        | Neisi Dajomes · Ecuador (ECU)                   | Katherine Nye · Egyesült Államok (USA)   | Aremi Fuentes · Mexikó (MEX)                   |
| 87 kg                                                        | Vang Csou-jü (Wang Zhouyu) · Kína (CHN)         | Tamara Salazar · Ecuador (ECU)           | Crismery Santana · Dominikai Köztársaság (DOM) |
| +87 kg                                                       | Li Ven-ven (Li Wenwen) · Kína (CHN)             | Emily Campbell · Nagy-Britannia (GBR)    | Sarah Robles · Egyesült Államok (USA)          |